# Аненцефалија
Аненцефалија је одсуство већег дела мозга, лобање и коже лобање, које се развијају током ембрионалног развића. То је цефални поремећај који је резултат дефекта неуронске цеви који се јавља када се рострални (главни) крај нервне цеви не затвори, обично између 23. и 26. дана након концепције. Строго говорећи, грчки термин се преводи као "не у глави" (то јест потпуно недостаје унутрашњи део главе, односно мозак), али уобичајено је да деци, која су рођена са овим поремећајем недостаје теленцефалон, највећи део мозга који се састоји углавном од церебралне хемисфере, укључујући неокортекс, који је одговоран за спознавање. Остатак мозга је обично прекривен само танким слојем мембране- кожа, кости, менинге недостају. Са врло мало изузетака, деца са овим поремећајем не преживљавају дуже од неколико сати или можда неколико дана након њиховог рођења.

## Симптоми
Национални институт за неуролошке поремећаје и мождани удар (НИНДС) описује презентацију овог стања на следећи начин: "Беба рођена са аненкефалијом је обично слепа, глува, несвесна за своју околину и неспособна да осећа бол. Иако се могу родити неки појединци са аненкефалијом главног мозга, недостатак функционалног церебрума трајно искључује могућност да икад добије свест о свом окружењу. Може доћи до рефлексних радњи попут дисања и реаговања на звук и додир."

## Узроци
Узроци аненкефалије спорни су код медицинских стручњака и истраживача.
Фолна киселина је показала да је важна у формирању неуронске цеви још 1995. године, а као подтип дефекта нервне цеви, фолна киселина може играти улогу у аненкефалији. Студије су показале да додавање фолне киселине у исхрани трудница може значајно смањити, иако не елиминисати, инциденцу дефекта неуронске цеви. Стога се препоручује да све труднице конзумирају 0,4 мг дневно, посебно оне које покушавају да затрудне, јер то може смањити ризик на 0,03%. Није пожељно чекати трудноћу да започне, јер до тренутка када жена зна да је трудна обично је прошло критично време за настанак дефекта неуронске цеви. Лекар може преписати још веће дозе фолне киселине (5 мг / дан) за жене које су имале претходну трудноћу са дефектом неуронске цеви.

### Повезаност са генетичком цилиопатијом
Донедавно, медицинска литература није указивала на везу између многих генетских поремећаја, генетских синдрома и генетских болести, за које се сада сматра да су повезани. Као резултат новог генетичког истраживања, неки од њих су, у ствари, веома повезани упркос различитим сетовима медицинских симптома који су клинички видљиви у поремећајима. Аненцефалијаје једна од таквих болести, која је део нове класе болести званих цилиопатије. Основни узрок може бити дисфункционални молекуларни механизам у структурама примарних цилија ћелије, органеле присутне у многим ћелијским врстама у читавом људском телу. Дефекти цилија негативно утичу на "бројне критичне развојне сигналне путеве" неопходне за развој ћелија и стога, пружају поуздану хипотезу о често вишеструким симптомима великог броја синдрома и болести. Познате цилиопатије обухватају примарну цилијарну дискинезију, Бардет-Биедл синдром, полицистички бубрег и болест јетре, нефронофтисе, Алстромов синдром, Мецкел-Груберов синдром и неке облике дегенерације ретине.

## Дијагноза
Аненцефалијасе често може дијагностиковати пре рођења путем ултразвучног прегледа. Матерински серумски алфа-фетопротеин (АФП скрининг) и детаљни ултразвук фетуса могу бити корисни за скрининг за дефекте неуралне цеви као што су спина бифида или аненкефалија.

## Прогноза
Не постоји лек или стандардни третман за аненкефалију, а прогноза за пацијенте је смрт. Већина аненкефаличних фетуса не преживи рођење, чинећи 55% не-абортираних случајева. Деца која нису мртворођена обично умиру у року од неколико сати или дана након рођења од срчаног застоја.
Постоје четири забележена случаја аненкефалне деце која су преживела дужи временски период.
У готово свим случајевима, аненкефална деца нису агресивно оживљена, јер не постоји шанса да дете постане свесно. Уместо тога, уобичајена клиничка пракса је да се предузму мере за хидратацију, исхрану и комфор и да се "препусти да природа учини своје". Вештачка вентилација, операција (како би се поправили било који коегзистентни конгенитални дефекти), и терапија лековима (као што су антибиотици) обично се сматрају бескорисним напорима. Неки клиничари и медицински етичари гледају чак и на обезбеђивање исхране и хидратације као медицински бескорисне.

## Етички проблеми
Један проблем везан за аненкефаличну новорођенчад је донација органа. Прво правно упутство је дошло из случаја Баби Тхереса 1992. године, у коме су границе донација органа тестиране по први пут. Органи за бебе су оскудни, а велика потражња за трансплантацијама педијатријских органа представља велики проблем јавног здравља. 1999. године утврђено је да међу децом која умиру млађа од две године, тридесет до педесет посто то чине док чекају на трансплантацију. Да би органи за одојчад могли да буду одрживи и користе се за трансплантацију, они морају бити уклоњени док дете још увек има циркулацију или врло брзо након престанка циркулације. Међутим, ово представља и законска и етичка питања.

## Истраживања
Неке генетске студије су спроведене ради утврђивања узрока аненцефалије. Утврђено је да се хомеопротеин хрскавице (ЦАРТ1) селективно испољава у хондроцитима (ћелијама хрскавице). ЦАРТ1 ген за хромозом 12q21.3-q22 је мапиран. Такође, откривено је да мишеви који су хомозиготни за недостатак у ЦАРТ1 гену испољавају болести као што су акранија и мераненкефалија, а пренатални третман фолном киселином ће супримисати акранију и мероаненкефалију у мутантима за Царт1.